# Фоулкс, Чарльз (военачальник)
Чарльз Фоулкс (англ. Charles Foulkes; 3 января 1903 — 12 сентября 1969) — британский и канадский военачальник, офицер Королевского канадского полка.

## Биография
Родился в Стоктоне-он-Тисе. Вступил в армию Канады в 1926 году. Окончил Военную академию в Кэмберли в 1937 году, в 1939 году дослужился до звания майора в составе 3-й бригады 1-й Канадской пехотной дивизии. Позднее входил в состав генерального штаба 3-й Канадской пехотной дивизии. В августе 1942 года получил звание бригадного генерала, после чего был переведён в штаб командования 2-й Канадской пехотной дивизии в январе 1944 года. Со 2-й дивизией участвовал в Нормандской операции, в ноябре 1944 года возглавил 1-й Канадский корпус в Италии.
5 мая 1945 года Фоулкс принял участие в переговорах с генералом Йоханнесом Бласковицем в Вагенингене (гостиница «Де Верельд») для обсуждения условий капитуляции немецких войск в Нидерландах. Сторону союзников представлял принц Бернард. Бласковиц принял все условия союзников, однако из-за технических проблем (банальное отсутствие печатной машинки) напечатать документ о капитуляции и подписать его удалось только на следующий день.
После войны Фоулкс занимал должность главы Генерального штаба вооружённых сил Канады, в 1951 году получил должность начальника штаба сухопутных войск, на пенсию вышел в 1960 году. Был награждён различными орденами и медалями, за год до смерти был награждён Орденом Канады (компаньон). В настоящее время его личные вещи и награды представлены в музее Королевского канадского полка в Лондоне (Онтарио).